# Les Fêtes vénitiennes (Watteau)
Les Fêtes vénitiennes est un tableau du peintre français Jean-Antoine Watteau. Il a été réalisé en 1719 à l'huile sur toile et mesure 56 cm de haut sur 46 cm de large. Il est conservé dans la National Gallery d'Édimbourg, en Écosse.

## Thème
Le titre provient d'une copie en gravure due à Laurent Cars et publiée en 1732. Étant donné que le jardin semble français, l'allusion à la fête comme "vénitienne" s'expliquerait par le type de danse ou d'habillement.
Ce tableau appartient au thème des fêtes galantes qui avait été défini comme nouveau genre artistique par Watteau lui-même. Il représente une fête, avec divers personnages dont aucun n'est le centre, mais dont tous participent ensemble à une même ambiance festive.

## Description
La danseuse principale qui occupe le centre du tableau serait l'actrice Christine Charlotte Desmares, qui était l'amante du Duc d'Orléans, avec qui elle avait eu, en 1702, une fille bâtarde, Angélique de Froissy.
Le danseur au chapeau noir face à elle a été identifié comme Nicolas Vleughels, peintre français, ami et propriétaire de Watteau, qui est parvenu au rang de directeur de l'Académie de Rome (1725-36). Son habillement semble humoristique et s'inspire peut-être de comédiens italiens, ce qui expliquerait le titre diffusé par le graveur Laurent Cars.
Derrière ce couple dansant le menuet, sont assis toute une série de participants. Le peintre lui-même s'est représenté assis, comme musicien tenant une espèce de cornemuse, aussi appelée musette. Depuis le Moyen-Âge, la cornemuse était reconnue comme un instrument de symbolisme sexuel; Jêrome Bosch l'a inclut comme telle dans son fameux triptyque du Jardin des Délices. Un autre cavalier fait la cour à une dame et deux autres dames discutent avec un comédien. Derrière, on voit un autre couple, qui se tient devant une fontaine.
Watteau traite de façon semblable diverses matières, aussi bien le taffetas que l'eau, les personnes que la statue, le feuillage que les boucles, réussissant ainsi à donner une unité au tableau.